# Christine Stephens

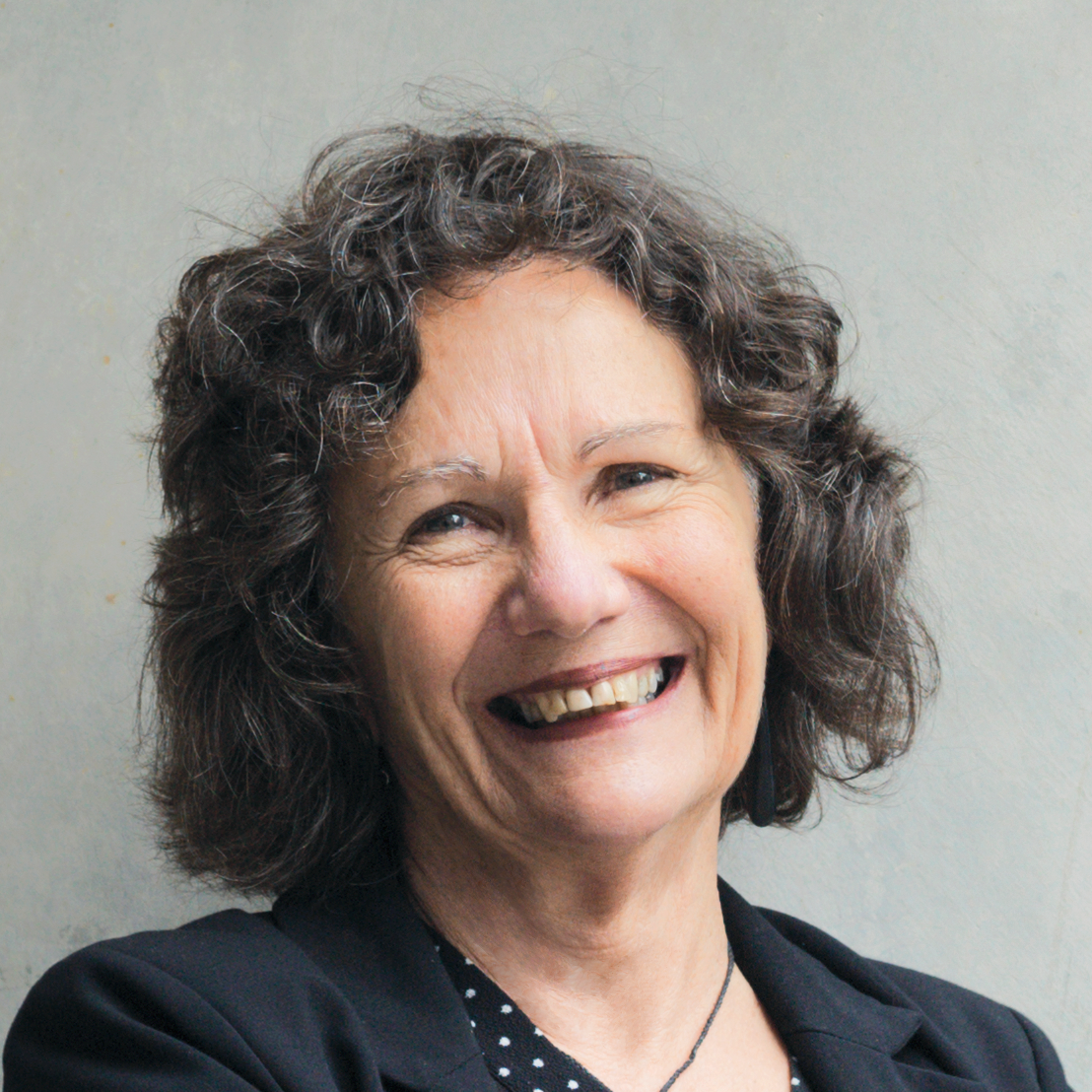
Christine Stephens (2018)

Christine Vivienne Stephens (* 20. Jahrhundert) ist eine neuseeländische Psychologin. Sie ist Professorin für Psychologie an der Massey University in Palmerston North auf der Nordinsel Neuseelands. Stephens zählt zu den Gründungsmitgliedern der International Society of Critical Health Psychology (ISCHP), einer Gesellschaft, die sich der Debatte über kritische Ideen in der Gesundheitspsychologie und der Entwicklung neuer Wege der gesundheitspsychologischen Praxis widmet.

## Werdegang
Nach beruflichen Anfängen als Grundschullehrerin hatte Stephens zuletzt ein Café betrieben, bevor sie sich im fortgeschrittenen Alter zu einer beruflichen Veränderung entschloss. Am Anfang ihrer akademischen Karriere an der Massey University schloss sie 1989 ein früher begonnenes Bachelor-Studium der Anglistik ab und erwarb 1990 ein Diplom mit Auszeichnung in Sozialwissenschaften. Es folgten 1992 ein Master of Arts und mit ihrer Abschlussarbeit über das RSI-Syndrom 1997 der Doctor of Philosophy (PhD). Anschließend wurde sie Mitglied des Lehrkörpers und Professorin an der Massey University. Nach ihrer Ernennung entwickelte sie einen Kurs zum Thema Gesundheitsförderung, der 2001 erstmals angeboten wurde und den sie bis 2016 veranstaltete.
Im Jahr 2008 veröffentlichte Stephens ein Buch über Gesundheitsförderung mit dem Titel Health Promotion: A Psychosocial Approach. Gemeinsam mit ihren Kollegen veröffentlichte sie weitere Bücher und zahlreiche Beiträge in Fachzeitschriften wie Journal of Health Psychology oder Social Science & Medicine.
Stephens zählt zu den Gründungsmitgliedern der International Society of Critical Health Psychologie (ISCHP) an der Aston University in Birmingham, die im August 2001 während der 2nd International Conference on Critical and Qualitative Approaches to Health Psychology entstand. In dieser Gesellschaft übernahm sie im Laufe der Jahre unterschiedliche Aufgaben: als Mitorganisatorin von Konferenzen, seit 2009 als Schatzmeisterin und von 2011 bis 2013 als Vorsitzende.
Gemeinsam mit Fiona Alpass leitet Stephens das Health and Ageing Research Team (HART) an der Massey University. Der Hauptfokus des Teams liegt auf einer Längsschnittstudie zur Lebensqualität im Alter (Studie zu Gesundheit, Arbeit und Ruhestand), der New Zealand Longitudinal Study of Ageing (NZLSA). Über einen Zeitraum von mehr als 10 Jahren hinweg führte das Forschungsteam regelmäßige Umfragen bei einer Bevölkerungsstichprobe älterer Menschen durch. Die Forschungsarbeiten umfassen auch eingehende qualitative Studien über Themen wie informelle Pflege, Palliativpflege, Erfahrungen mit lebensbedrohlichen Krankheiten und geänderte Wohnbedürfnisse im Alter.
Stephens forscht auf dem Gebiet an der Schnittstelle von Gesundheitspsychologie, Gerontologie und Alternsforschung. Dabei ist ihre wissenschaftliche Arbeit fokussiert auf die Bedürfnisse alter Menschen und die Notwendigkeit einer unterstützende Sozialpolitik im Kontext der demografischen Entwicklung in den Industrieländern. Sie leistete gemeinsam mit ihrer Kollegin Mary Breheny, ebenfalls Professorin an der Massey University und Mitglied des Health and Ageing Research Teams, einen signifikanten Beitrag auf diesem Gebiet.
Aufbauend auf Sens bekanntem Befähigungsansatz (Capability Approach) entwickelten sie einen differenzierten theoretischen Rahmen für die Fragen eines guten Alterns, indem sie, in Anknüpfung an unterschiedlichen Resilienztheorien die Erfahrungen älterer Menschen methodisch mit in den Blick nahmen.

## Veröffentlichungen (Auswahl)
- mit Nigel Long und Ian Miller: The impact of trauma and social support on posttraumatic stress disorder: A study of New Zealand police officers. In: Journal of Criminal Justice, Band 25, Nr. 4, 1997, S. 303–314.
- mit Nigel Long: Communication with police supervisors and peers as a buffer of work-related traumatic stress. In: Journal of Organizational Behavior, 2000, S. 407–424.
- Health Promotion: A Psychosocial Approach. Open University Press, Maidenhead 2008, ISBN 978-0-335-23694-7.
- mit Jack H. Noone: Men, masculine identities, and health care utilisation. In: Sociology of health & illness, Band 30, Nr. 5 (2008), S. 711–725.
- Social capital in its place: Using social theory to understand social capital and inequalities in health. In: Social Science & Medicine, Band 66, Nr. 5 (2008) S. 1174–1184.
- mit Fiona Alpass, Andy Towers und Brendan Stevenson: The effects of types of social networks, perceived social support, and loneliness on the health of older people: Accounting for the social context. In: Journal of aging and health, Band 23, Nr. 6, 2011, S. 887–911.
- mit Mary Breheny: Healthy Ageing: A Capability Approach to Inclusive Policy and Practice. Routledge, 2018, ISBN 978-1-138-19394-9 (englisch).